# Cecilía Rán Rúnarsdóttir
Cecilía Rán Rúnarsdóttir (Reykjavik, 26 juli 2003) is een voetbalspeelster uit IJsland. Ze speelt als doelverdediger voor FC Inter Milaan in de Serie A.

## Clubcarrière
Rúnarsdóttir begon haar carrière bij UMF Afturelding op zesjarige leeftijd. Als tienjarige besloot ze om te gaan keepen. Ze begon haar profcarrière ook bij UMF Afturelding in een samenwerking met Fram. In 2017 maakte ze haar debuut in de 2. deild kvenna, het derde niveau van IJsland. Met haar club wist Rúnarsdóttir kampioen te worden. Het seizoen erna kwam Rúnarsdóttir uit in de 1. deild kvenna waarin Rúnarsdóttir na afloop van het seizoen werd uitgeroepen tot beste jonge speelster. 
In oktober 2018 maakte Rúnarsdóttir de overstap naar Fylkir Reykjavik. Ze had een succesvol seizoen waarin ze in de IJslandse beker regerend bekerhouder Breiðablik Kópavogur wist uit te schakelen. Rúnarsdóttir werd persoonlijk beloond met de titel jonge speelster van het jaar.
In maart 2021 verkaste Rúnarsdóttir naar Zweden en ging ze voor KIF Örebro spelen. 
In augustus 2021 vertrok Rúnarsdóttir naar de Super League waar ze een driejarig contract tekende bij Everton FC. Everton verhuurde Rúnarsdóttir gelijk aan KIF Örebro om daar het Damallsvenskan seizoen af te maken.
In januari 2022 werd Rúnarsdóttir verhuurd aan FC Bayern München. In het seizoen 2021/2022 kwam ze in één wedstrijd in actie. Dit was in het met 6-0 verloren uitduel bij VfL Wolfsburg waarin Rúnarsdóttir in de rust eerste keepster Janina Leitzig kwam vervangen.
Ondanks dat het tot op heden bij die ene wedstrijd bleef, besloot FC Bayern München in juli 2022 Rúnarsdóttir een vierjarig contract aan te bieden.
Om mee speelminuten te kunnen maken, wordt Rúnarsdóttir in het seizoen 2024/25 verhuurd aan het Italiaanse FC Inter Milaan. In de Noord-Italië groeide ze uit tot vaste waarde en keepte ze 23 wedstrijden in haar verhuurbeurt. Op 1 juli 2025 maakte Rúnarsdóttir de definitieve overstap naar FC Inter Milaan, waar ze een vierjarig contract tekende.

## Statistieken
| Seizoen   | Club                 | Land      | Competitie              | Wedstrijden | Doelpunten |
| --------- | -------------------- | --------- | ----------------------- | ----------- | ---------- |
| 2017-2018 | UMF Afturelding/Fram | IJsland   | 2. deild kvenna         | 18          | 0          |
| 2018-2020 | Fylkir Reykjavik     | IJsland   | 1. deild kvenna         | 30          | 0          |
| 2021      | KIF Örebro           | Zweden    | Damallsvenskan          | 4           | 0          |
| 2021-2022 | Everton WFC          | Engeland  | FA Women's Super League | 0           | 0          |
| 2021      | KIF Örebro (huur)    | Zweden    | Damallsvenskan          | 3           | 0          |
| 2021/22   | FC Bayern München    | Duitsland | Bundesliga              | 1           | 0          |
| 2024/25   | FC Inter Milaan      | Italië    | Serie A                 | 23          | 0          |
| 2024/25   | FC Inter Milaan      | Italië    | Serie A                 | 0           | 0          |
| Totaal    | Totaal               | Totaal    | Totaal                  | 79          | 0          |

Laatste update: 1 juli 2025

## Interlandcarrière
Rúnarsdóttir maakte haar debuut voor het IJslandse nationale team op 4 maart 2020 in een wedstrijd tegen Noord-Ierland. Rúnarsdóttir werd de jongste keepster ooit die uitkwam voor IJsland.
Rúnarsdóttir werd geselecteerd voor het EK 2022, maar moest door een vingerblessure toch afzeggen voor het toernooi. IJsland werd dit toernooi na drie gelijke spelen uitgeschakeld in de groepsfase.
Op 13 juni 2025 werd Rúnarsdóttir opgeroepen voor het EK 2025 in Zwitserland.